# Фландърски червен ейл
Фландърският червен ейл (на английски: Flanders Red Ale) е стил белгийска бира.
Според класификациите на стиловете бира, фландърският червен ейл е разновидност на бирения стил „кисел ейл“ (Sour Ale).
Фландърският червен ейл произхожда от Западна Фландрия, като типичен образец е продукцията на пивоварната „Rodenbach“, открита през 1820 г., която се базира на по-стари пивоварни традиции.
Бирата отлежава до две години в дъбови бъчви. Често се практикува смесване на отлежала с по-млада бира. Този ейл е известен и като „белгийско бургундско“, тъй като наподобява червено вино. Червеният цвят се дължи на малца и продължителното отлежаване.
Фландърският червен ейл има богат плодов вкус и аромат на черни череши, малини, портокали, сливи и червен касис, с нотки на ванилия и/или шоколад. Прави се от виенски и мюнхенски малц и малко количество специален малц съдържащ до 20 % царевица или други зърнени култури. Обикновено се използва континентален или британски хмел. Дрождените култури Saccharomyces, Lactobacillus и Brettanomyces, както и оцетнокисели батктерии участват във ферментацията и постигането на окончателния вкус. Алкохолното съдържание е 5 – 5,5 %.
Типични търговски марки от този вид са: Rodenbach Klassiek, Rodenbach Grand Cru, Bellegems Bruin, Duchesse de Bourgogne, New Belgium La Folie, Petrus Oud Bruin, Southampton Publick House Flanders Red Ale, Verhaege Vichtenaar.